# Camponotus largiceps
Camponotus largiceps é uma espécie de inseto do gênero Camponotus, pertencente à família Formicidae.